# Британська Вест-Індія
24° пн. ш. 71° зх. д. / 24° пн. ш. 71° зх. д.

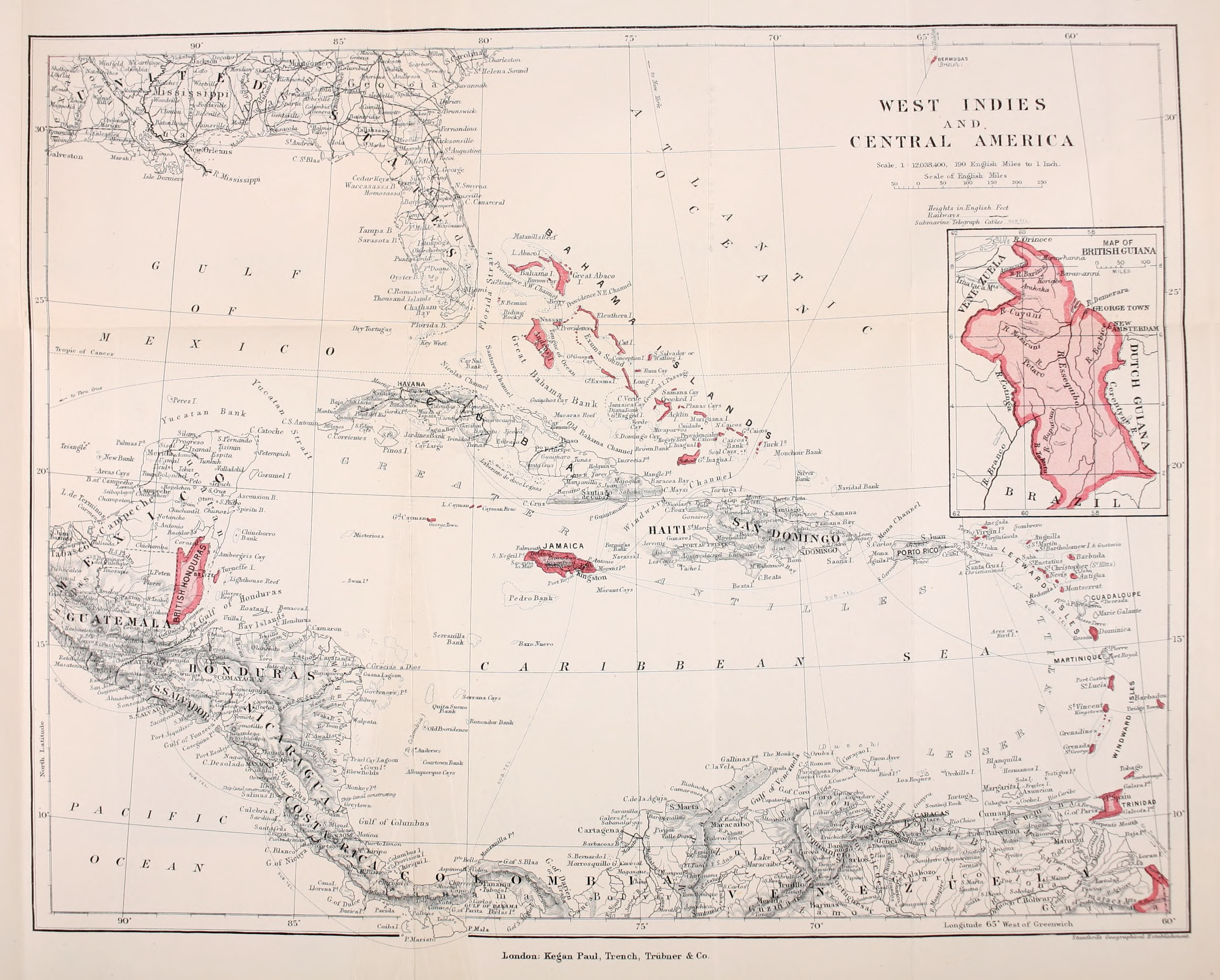
Британська Вест-Індія в 1900 році

Британська Вест-Індія в червоному та рожевому кольорах

Британська Вест-Індія (BWI) була колонізованими британськими територіями у Вест-Індії: Ангілья, Кайманові острови, Теркс і Кайкос, Монтсеррат, Британські Віргінські Острови, Антигуа і Барбуда, Багами, Барбадос, Домініка, Гренада, Ямайка, Сент-Кіттс і Невіс, Сент-Люсія, Сент-Вінсент і Гренадини, Британська Гвіана (нині Гаяна) і Тринідад і Тобаго. Інші території включали Бермудські острови та колишній Британський Гондурас (нині Беліз).
Королівство Англія вперше домагалося створення колоній у своїй конкуренції з Іспанською імперією в XVI—XVII століттях. Спочатку колонії, які фінансувалися за рахунок цінних добувних товарів, таких як виробництво цукру, також були центром трансатлантичної работоргівлі, до Британських Карибів було привезено приблизно 2,3 мільйона рабів. Колонії служили базами для поширення могутності Британської імперії через Королівський флот і торговельний флот, а також для розвитку і захисту торгівлі імперії. До періоду деколонізації наприкінці 1950-х і 1960-х років термін «Британська Вест-Індія» регулярно використовувався для включення всіх британських колоній у регіоні до складу Британської імперії. Після отримання незалежності більшості територій від Сполученого Королівства тепер використовується термін Співдружність Карибського басейну.
У 1912 році британський уряд розділив їхні території на різні колонії: Багами, Барбадос, Британську Гвіану, Британський Гондурас, Ямайку (з її залежними островами Теркс і Кайкос і Каймановими островами), Тринідад і Тобаго, Навітряні острови та Підвітряні острови. Між 1958 і 1962 роками всі острівні території, крім Британських Віргінських Островів, Багамських і Бермудських островів, були організовані у Федерацію Вест-Індії. Було сподівання, що Федерація стане незалежною як єдина нація, але вона мала обмежені повноваження та зіткнулася з багатьма практичними проблемами. Отже, в 1962 році Федерація Вест-Індії була розпущена.
Тепер ці території є повністю незалежними суверенними державами, за винятком п'яти — Ангільї, Британських Віргінських островів, Кайманових островів, Монтсеррату та островів Теркс і Кайкос — які залишаються британськими заморськими територіями, як і Бермудські острови. Усі залишаються в межах Співдружності Націй. Вони також заснували Карибську співдружність, і багато країн приєдналися до різних міжнародних організацій, таких як Організація американських держав, Асоціація карибських держав, Світова організація торгівлі, Організація Об'єднаних Націй і Карибський банк розвитку.

## Території
Території, що входили до складу Британської Вест-Індії (дата здобуття незалежності, де це можливо, в дужках):
- Багами (1973)
- Барбадос (1966)
- Беліз (колишній Британський Гондурас) (1981)
- Бермудські острови (британська заморська територія)
- Британські Підвітряні острови
  - Ангілья (британська заморська територія)
  - Антигуа і Барбуда (1981)
  - Британські Віргінські острови (британська заморська територія)
  - Домініка (1978)
  - Монтсеррат (британська заморська територія)
  - Сент-Кітс і Невіс (1983)
- Британські Навітряні острови
  - Гренада (1974)
  - Сент-Люсія (1979)
  - Сент-Вінсент і Гренадини (1979)
- Кайманові Острови (британська заморська територія)
- Гаяна (колишня Британська Гвіана) (1966)
- Ямайка (колишня колонія Ямайка) (1962)
- Тринідад і Тобаго (1962)
- Острови Теркс і Кайкос (заморська територія Великобританії)

## Історія
Витоки Британської Вест-Індії лежать у форпостах, створених для підтримки англійських піратів і каперів, які брали участь у набігах на іспанські флоти зі скарбами, а також купців, зацікавлених у торгівлі. У 1604 році англійський купець Чарльз Лі заснував короткочасне поселення на річці Віапоко (нині Ояпок, яка утворює кордон між Французькою Гвіаною та Бразилією). За цим послідували невдалі спроби створити поселення в Сент-Люсії в 1605 році та Гренаді в 1609 році.:70 Перше постійне поселення було створено в Сент-Крістофері (Сент-Кітс) Томасом Ворнером. За цим послідували поселення на Барбадосі в 1627 році, Невісі в 1628 році та Монтсерраті та Антигуа в 1632 році. У 1630 році англійськими пуританами був колонізований острів Провіденс, але в 1641 році колонія була знищена іспанцями. Захоплення Ямайки в 1655 році розширило британський контроль за межі цих невеликих островів у Малих Антильських островах.:221

### Підвітряні острови

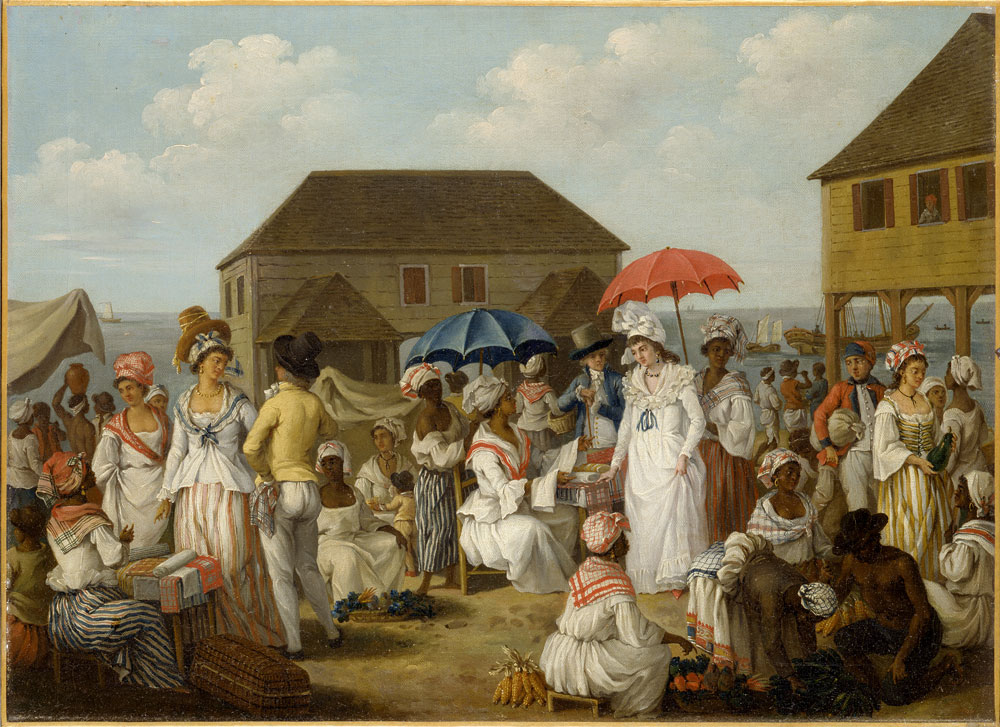
Ринок білизни в Домініці в 1770-х роках

У 1674 році сер Вільям Степлтон створив першу федерацію в Британській Вест-Індії. Він заснував Генеральну асамблею Підвітряних островів у Сент-Кітсі. Федерація Степлтона була активною між 1674 і 1685 роками, під час його терміну перебування на посаді губернатора, і Генеральна Асамблея збиралася регулярно.
До XVIII століття кожен острів мав свою власну асамблею та приймав власні закони. Острови продовжували мати одного губернатора та одного генерального прокурора. Незважаючи на те, що федерація Степлтона була непопулярною, вона ніколи не була розпущена фактично, а просто замінена іншими домовленостями.

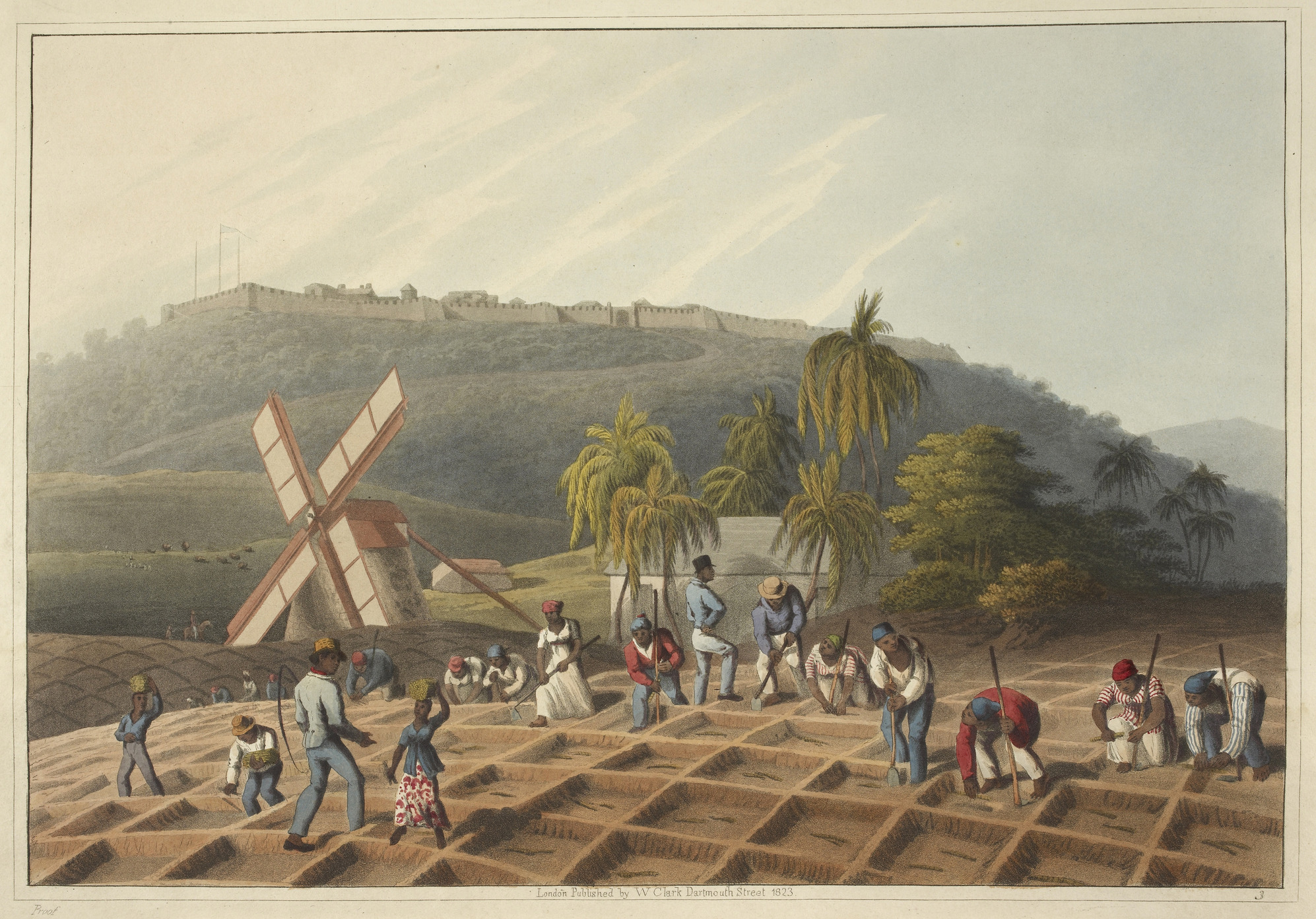
Посадка цукрової тростини, Антигуа, 1823 рік

Між 1816 і 1833 роками Підвітряні острови були розділені на дві групи: Сент-Крістофер-Невіс-Ангілья та Антигуа-Барбуда-Монсеррат, кожна зі своїм губернатором. У 1833 році всі Підвітряні острови були об'єднані, і до них була додана Домініка, залишаючись частиною групи до 1940 року.
У 1869 році губернатору Бенджаміну Пайну було доручено організувати федерацію Антигуа-Барбуда, Домініка, Монтсеррат, Невіс, Сент-Кітс, Ангілья та Британські Віргінські острови. Сент-Кітс і Невіс виступали проти того, щоб поділитися своїми державними коштами з Антигуа і Монтсерратом, які були банкрутами. Губернатор Пайн заявив Управлінню колоній, що ця схема провалилася через «місцеве упередження та особистий інтерес». Єдиним його досягненням було те, що підвітряні острови отримали єдиного губернатора. Однак усі закони та постанови мали бути схвалені радою кожного острова.
У 1871 році британський уряд прийняв Закон про Підвітряні острови, за яким усі острови підпорядковувалися одному губернатору та єдиному набору законів. Федеральна колонія складалася з усіх островів, організованих під час попередньої спроби губернатора Пайна. Кожен острів називався «президентством» під керівництвом свого власного адміністратора або комісара. Як і попередні угруповання, ця федерація була непопулярною, але вона проіснувала до 1956 року, коли її було перевизначено як Територія Підвітряних островів. У 1958 році була організована Федерація Вест-Індії, частиною якої стали Підвітряні острови.

### Навітряні острови
У 1833 році Навітряні острови стали офіційним союзом під назвою Колонія Навітряних островів. У 1838 році Тринідад (придбаний у 1802 році) і Сент-Люсія (придбаний у 1814 році) були включені до колонії Навітряних островів, але не отримали власних зборів (раніше вони були коронними колоніями). У 1840 році Тринідад покинув колонію. Барбадос хотів зберегти свою самобутність і стародавні інститути, а інші колонії не хотіли з ним асоціюватися. Окремі острови чинили опір британським спробам тіснішого союзу. Зокрема, Барбадос боровся за збереження власної Асамблеї та вийшов із союзу в 1884 році. Тоді владу над союзом було передано Гренаді як наглядачеві за блоком.
З 1885 по 1958 рік до складу колонії Навітряних островів входили Гренада і Гренадини, Сент-Вінсент і Сент-Люсія протягом усього періоду. Тобаго пішло в 1889 році, утворивши союз з Тринідадом. У 1940 році до колонії Навітряних островів приєдналася Домініка. Це відбулося після того, як її перевели з Підвітряних островів. Вона залишалася в колонії до 1958 року. Після 1885 року колонія Навітряних островів підпорядковувалася одному генерал-губернатору Гренади, і кожен острів мав свого власного лейтенанта-губернатора та власну асамблею (як і раніше). Спроби створити Федеральну колонію, як у Підвітряних островах, завжди зустрічали опір. Колонія Навітряних островів розпалася в 1958 році, коли кожен острів вирішив приєднатися до нової Федерації Вест-Індії як окрема одиниця.

### Ямайка та залежні території

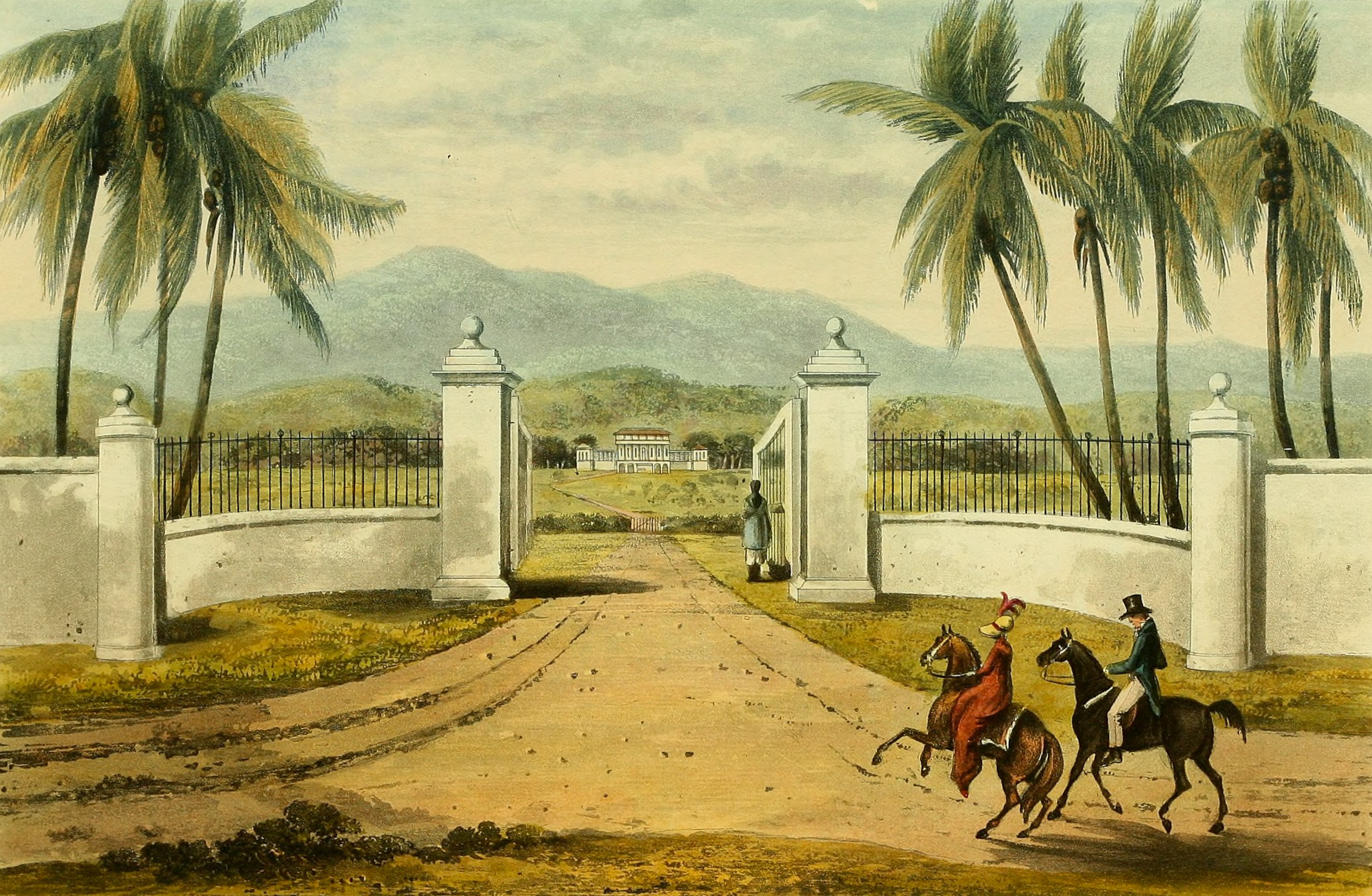
Плантація Роуз Голл, Ямайка c. 1820 рік

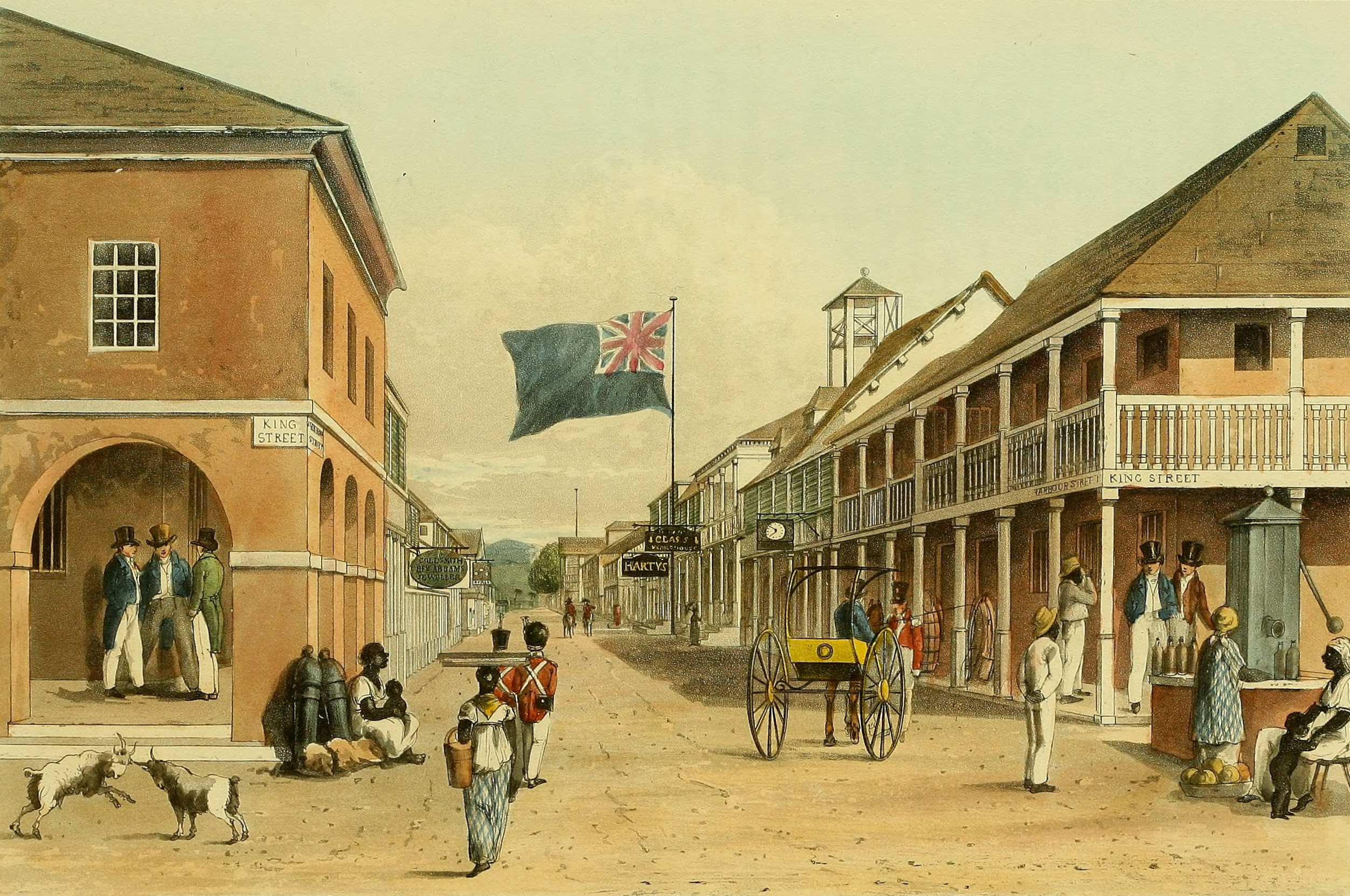
Гарбор-стріт, Кінгстон, Ямайка, c. 1820 рік

Кайманові острови та острови Теркс і Кайкос для зручності були згруповані під Ямайкою, а іноді з історичних та/або географічних причин. Британський Гондурас (пізніше Беліз) був оточений ворожими іспанськими колоніями і потребував захисту армії та флоту Ямайки. Крім того, Британський Гондурас був заснований лісорубами. Його населення частково зросло завдяки поселенню англійців, які мігрували з Ямайки наприкінці XVII та на початку XVIII століть (поселенці також іммігрували безпосередньо з Англії; інші народилися в колонії). З 1742 року Британський Гондурас був напрямe залежним від губернатора Ямайки. У 1749 році губернатори Ямайки призначили адміністраторів Британського Гондурасу.
У 1862 році Британський Гондурас став колонією корони; вона була підпорядковане губернатору Ямайки зі своїм власним лейтенант-губернатором. У 1884 році вона остаточно розірвала всі адміністративні зв'язки з Ямайкою і захотіла отримати самоуправління, як і Кайманові острови та острови Теркс і Кайкос.

### Федерація Вест-Індії
Федерація Вест-Індії була короткочасною федерацією, яка існувала з 3 січня 1958 року по 31 травня 1962 року. Вона складалася з кількох карибських колоній Сполученого Королівства. Метою Федерації було створити політичну одиницю, яка стала б незалежною від Великої Британії як єдина держава, подібна до Федерації Австралії чи Канадської Конфедерації. Однак Федерація розвалилася через внутрішні політичні конфлікти щодо того, як нею керуватимуться, перш ніж це могло розвинутися.

### Асоційовані держави Вест-Індії
У 1967 році, після розпаду Федерації Вест-Індії, ряд островів Східного Карибського басейну утворили вільну форму правління разом із Сполученим Королівством під назвою Асоційовані держави Вест-Індії. Угода була створена завдяки ухваленню Палатою громад Британського закону про Вест-Індію (1967) (також відомого як Закон про асоційовані держави). У рамках домовленості було надано більший суверенітет блоку країн Вест-Індії, а Сполучене Королівство зберігало відповідальність лише за оборону та зовнішні справи.

### Британські території сьогодні

Британські заморські території у Вест-Індії

Хоча більшість Британської Вест-Індії відокремилася від британського правління та отримала незалежність, деякі вирішили залишитися британськими територіями. Ці території включають:
- Ангілья
- Бермудські острови (іноді входить до складу BWI)
- Британські Віргінські Острови
- Кайманові острови
- Монтсеррат
- Острови Теркс і Кайкос

## Спорт

### Крикет
Основним видом спорту в Британській Вест-Індії традиційно був крикет (хоча з 1990-х років його домінування оскаржували інші види спорту, як-от футбол). Більшість країн і територій, перелічених вище, створюють об'єднану команду з крикету під назвою Вест-Індія, яка є однією з дванадцяти елітних міжнародних команд, які грають на рівні тестових матчів. Вест-Індія приймала Кубок світу з крикету 2007 року з ODI Cricket і 2010 року ICC World Twenty20.

## Подальше читання
- Mawby, Spencer (2012). Ordering Independence. doi:10.1057/9781137262899. ISBN 978-1-349-32607-5.
- Proctor, Jesse Harris (1962). British West Indian Society and Government in Transition 1920-1960. Social and Economic Studies. 11 (4): 273—304. JSTOR 27853695.
- Ramphal, Shridath S. (1953). Federal Constitution-Making in the British West Indies. The International and Comparative Law Quarterly. 2 (2): 192—206. doi:10.1093/iclqaj/2.2.192. JSTOR 755783.